# Keichō

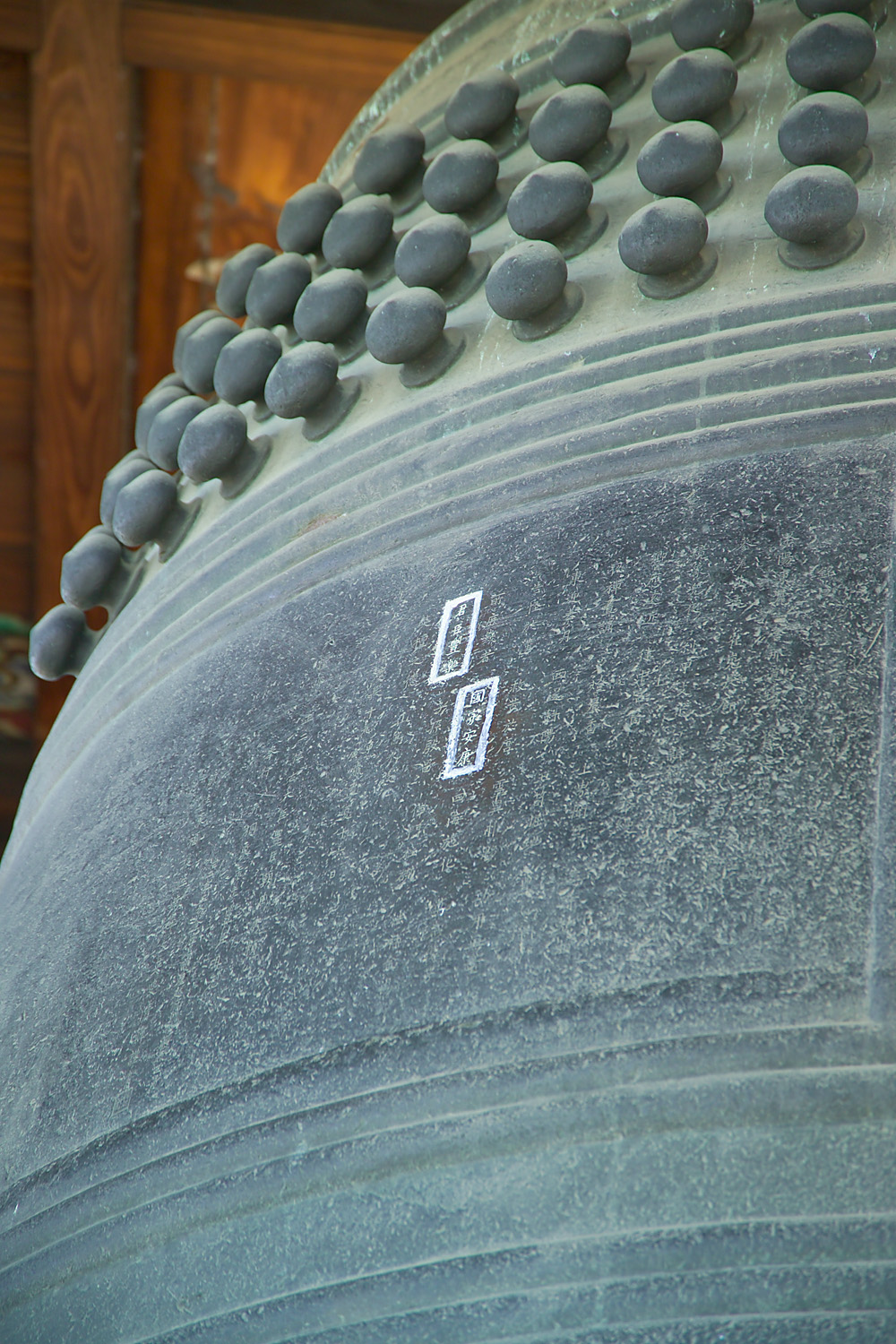
Campana de temple a Hōkō-ji.

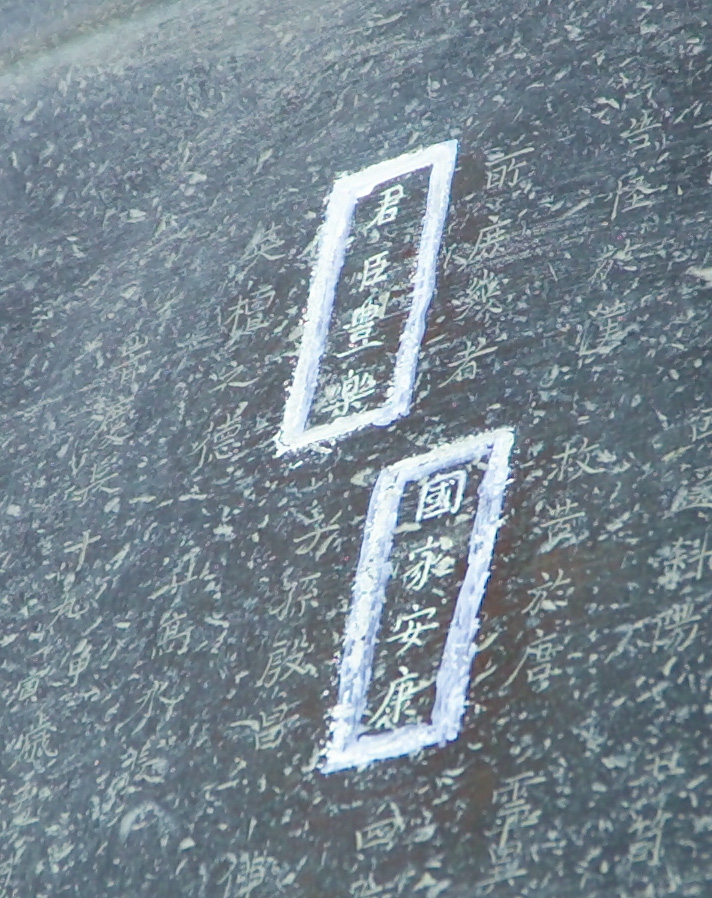
Inscripció en una campana en Hokoji, Kioto.

El keichō (庆长) va ser una era japonesa (年号, neng) posterior a l'era Bunroku i anterior a l'era Genna. Va abastar l'any 1596 - 1615. Els emperadors regnants van ser Emperador Go-Yōzei-Tenn (后阳成天皇) i l'Emperador Go-Mizunoo-Tenn (后水尾天皇).

## Esdeveniments de l'era Keichō
- 1596 (Keichō 1): Guerra Keichō, part de les invasions japoneses a Corea.
- 18 de setembre del 1598 (Keichō 3, dia 18 del 8è mes): Toyotomi Hideyoshi mor al castell Fushimi a l'edat de 63.[2]
- 21 d'octubre del 1600 (Keichō 5, 15è dia del 9è mes): Batalla de Sekigahara. Victòria del clan Tokugawa.[2]
- 15 de gener del 1602 (Keichō 7, 24 dia de l'11è mes): Incendi al Hoko-ji a Kyoto.[3]
- 1603 (Keichō 8): Tokugawa Ieyasu es converteix en shogun, donant inici al shogunat Tokugawa.[4]
- 1605 (Keichō 10): Tokugawa Hidetada és nomenat successor del seu pare com a shogun.
- 1605 (Keichō 10): S'ordena l'elaboració del primer mapa oficial del Japó, el qual és acabat el 1639 amb una escala 1:280,000.[5]
- 1606 (Keichō 11): Es comença la construcció del castell Edo.[4]
- 1607 (Keichō 12): Es comença la construcció del castell Suruga.[4]
- 1609 (Keichō 14): Invasió de Ryukyu pel clan Shimazu, dàimio del Domini de Satsuma.[4]